# Mitsubishi-Jartazi (equip ciclista)
L'equip Mitsubishi-Jartazi (codi UCI: MIT) va ser un equip ciclista estonià, d'origen belga, de ciclisme en ruta que va competir entre 2004 i 2008. De 2005 a 2007 tenia categoria continental i el 2008 va pujar a continental professional.

## Principals resultats
- Fletxa dels ports flamencs: Peter Ronsse (2004), Vytautas Kaupas (2006), Denis Flahaut (2007)
- Druivenkoers Overijse: Leonardo Duque (2005)
- Halle-Ingooigem: Janek Tombak (2007)
- Neuseen Classics: Denis Flahaut (2007)
- Delta Profronde: Denis Flahaut (2007)
- Arno Wallaard Memorial: Denis Flahaut (2007)
- Gran Premi Cholet-País del Loira: Janek Tombak (2008)
- Premi Nacional de Clausura: Hans Dekkers (2008)

### A les grans voltes
- Giro d'Itàlia
  - 0 participacions
- Tour de França
  - 0 participacions
- Volta a Espanya
  - 0 participacions

## Composició de l'equip
| \| Llista de l'equip 2004 \| Llista de l'equip 2004 \| Llista de l'equip 2004 \| Llista de l'equip 2004 \| \| Ciclista \| Data de naixement \| Equip previ \| \| \| ---------------------------------- \| ---------------------- \| ------------------------------------- \| ---------------------- \| \| Jurgen Beeckman \| 13 de març de 1983 \| \| \| \| Bart Cosyn \| 9 de maig de 1985 \| \| \| \| Davy Daniels (16 de abr–31 de des) \| 12 de juliol de 1976 \| Vlaanderen-T-Interim (2001) \| \| \| Klaas De Gruyter \| 9 de març de 1980 \| \| \| \| Dimitri De Herdt \| 13 de febrer de 1981 \| \| \| \| Benedikt De Vreese \| 7 de abril de 1985 \| \| \| \| Ken Devaere \| 1 de juliol de 1983 \| \| \| \| Andy Dierckx \| 31 de gener de 1983 \| \| \| \| Leonardo Fabio Duque \| 10 de abril de 1980 \| \| \| \| Morten Hegreberg \| 11 de juny de 1977 \| Ville de Charleroi-New Systems (2001) \| \| \| Roy Hegreberg \| 25 de març de 1981 \| \| \| \| Olivier Huysveld \| 25 de agost de 1983 \| \| \| \| Robby Meul \| 4 de setembre de 1981 \| \| \| \| Pieter Muys \| 2 de gener de 1985 \| \| \| \| Maarten Neyens \| 1 de març de 1985 \| \| \| \| Frederik Penne \| 5 de juny de 1978 \| \| \| \| Stijn Penne \| 30 de agost de 1984 \| \| \| \| Peter Ronsse \| 9 de febrer de 1980 \| \| \| \| Dries Van der Ginst \| 16 de maig de 1985 \| \| \| \| Kenny Van Der Schueren \| 20 de juliol de 1982 \| \| \| \| Gregory Van Sinaey \| 1 de juny de 1982 \| \| \| \| Jelle Vanendert \| 19 de febrer de 1985 \| \| \| \| Tom Vastmans \| 13 de agost de 1984 \| \| \| \| Glen Zelderloo \| 2 de gener de 1980 \| \| \| \| \| \| \| \| \| Font: Cycling Archives \| \| \| \|Nota: Jurgen Beeckman Nota: Bart Cosyn |                       |                                       |  |
| Llista de l'equip 2004 |                       |                                       |  |
| Ciclista | Data de naixement     | Equip previ                           |  |
| Jurgen Beeckman | 13 de març de 1983    |                                       |  |
| Bart Cosyn | 9 de maig de 1985     |                                       |  |
| Davy Daniels (16 de abr–31 de des) | 12 de juliol de 1976  | Vlaanderen-T-Interim (2001)           |  |
| Klaas De Gruyter | 9 de març de 1980     |                                       |  |
| Dimitri De Herdt | 13 de febrer de 1981  |                                       |  |
| Benedikt De Vreese | 7 de abril de 1985    |                                       |  |
| Ken Devaere | 1 de juliol de 1983   |                                       |  |
| Andy Dierckx | 31 de gener de 1983   |                                       |  |
| Leonardo Fabio Duque | 10 de abril de 1980   |                                       |  |
| Morten Hegreberg | 11 de juny de 1977    | Ville de Charleroi-New Systems (2001) |  |
| Roy Hegreberg | 25 de març de 1981    |                                       |  |
| Olivier Huysveld | 25 de agost de 1983   |                                       |  |
| Robby Meul | 4 de setembre de 1981 |                                       |  |
| Pieter Muys | 2 de gener de 1985    |                                       |  |
| Maarten Neyens | 1 de març de 1985     |                                       |  |
| Frederik Penne | 5 de juny de 1978     |                                       |  |
| Stijn Penne | 30 de agost de 1984   |                                       |  |
| Peter Ronsse | 9 de febrer de 1980   |                                       |  |
| Dries Van der Ginst | 16 de maig de 1985    |                                       |  |
| Kenny Van Der Schueren | 20 de juliol de 1982  |                                       |  |
| Gregory Van Sinaey | 1 de juny de 1982     |                                       |  |
| Jelle Vanendert | 19 de febrer de 1985  |                                       |  |
| Tom Vastmans | 13 de agost de 1984   |                                       |  |
| Glen Zelderloo | 2 de gener de 1980    |                                       |  |
| |                       |                                       |  |
| Font: Cycling Archives |                       |                                       |  |

| \| Llista de l'equip 2005 \| Llista de l'equip 2005 \| Llista de l'equip 2005 \| Llista de l'equip 2005 \| \| Ciclista \| Data de naixement \| Equip previ \| \| \| ---------------------- \| ---------------------- \| --------------------------------------- \| ---------------------- \| \| Igor Abakoumov \| 30 de maig de 1981 \| \| \| \| Heath Blackgrove \| 5 de desembre de 1980 \| \| \| \| Michael Blanchy \| 24 de setembre de 1981 \| Chocolade Jacques-Wincor Nixdorf (2004) \| \| \| David Derepas \| 9 de març de 1978 \| Fdjeux.com (2004) \| \| \| Leonardo Fabio Duque \| 10 de abril de 1980 \| \| \| \| John Gadret \| 22 de abril de 1979 \| Chocolade Jacques-Wincor Nixdorf (2004) \| \| \| Vygantas Kaminskas \| 1 de agost de 1982 \| \| \| \| Vytautas Kaupas \| 1 de abril de 1982 \| \| \| \| Denís Kostiuk \| 13 de març de 1982 \| Chocolade Jacques-Wincor Nixdorf (2004) \| \| \| Robby Meul \| 4 de setembre de 1981 \| \| \| \| Claude Pauwels \| 8 de abril de 1980 \| \| \| \| Stijn Penne \| 30 de agost de 1984 \| \| \| \| Peter Ronsse \| 9 de febrer de 1980 \| \| \| \| Maksyim Rudenko \| 12 de octubre de 1979 \| Chocolade Jacques-Wincor Nixdorf (2004) \| \| \| Steven Thys \| 19 de juliol de 1978 \| \| \| \| Raimondas Vilčinskas \| 5 de juliol de 1977 \| Mróz-Supradyn Witaminy (2002) \| \| \| Stefan Wijnants \| 27 de març de 1981 \| \| \| \| Johan Svensson \| 2 de octubre de 1979 \| \| \| \| \| \| \| \| \| Font: Cycling Archives \| \| \| \| |                        |                                         |  |
| Llista de l'equip 2005 |                        |                                         |  |
| Ciclista | Data de naixement      | Equip previ                             |  |
| Igor Abakoumov | 30 de maig de 1981     |                                         |  |
| Heath Blackgrove | 5 de desembre de 1980  |                                         |  |
| Michael Blanchy | 24 de setembre de 1981 | Chocolade Jacques-Wincor Nixdorf (2004) |  |
| David Derepas | 9 de març de 1978      | Fdjeux.com (2004)                       |  |
| Leonardo Fabio Duque | 10 de abril de 1980    |                                         |  |
| John Gadret | 22 de abril de 1979    | Chocolade Jacques-Wincor Nixdorf (2004) |  |
| Vygantas Kaminskas | 1 de agost de 1982     |                                         |  |
| Vytautas Kaupas | 1 de abril de 1982     |                                         |  |
| Denís Kostiuk | 13 de març de 1982     | Chocolade Jacques-Wincor Nixdorf (2004) |  |
| Robby Meul | 4 de setembre de 1981  |                                         |  |
| Claude Pauwels | 8 de abril de 1980     |                                         |  |
| Stijn Penne | 30 de agost de 1984    |                                         |  |
| Peter Ronsse | 9 de febrer de 1980    |                                         |  |
| Maksyim Rudenko | 12 de octubre de 1979  | Chocolade Jacques-Wincor Nixdorf (2004) |  |
| Steven Thys | 19 de juliol de 1978   |                                         |  |
| Raimondas Vilčinskas | 5 de juliol de 1977    | Mróz-Supradyn Witaminy (2002)           |  |
| Stefan Wijnants | 27 de març de 1981     |                                         |  |
| Johan Svensson | 2 de octubre de 1979   |                                         |  |
| |                        |                                         |  |
| Font: Cycling Archives |                        |                                         |  |

| \| Llista de l'equip 2006 \| Llista de l'equip 2006 \| Llista de l'equip 2006 \| Llista de l'equip 2006 \| \| Ciclista \| Data de naixement \| Equip previ \| \| \| ---------------------------------- \| ---------------------- \| --------------------------------------- \| ---------------------- \| \| Igor Abakoumov \| 30 de maig de 1981 \| \| \| \| Michael Blanchy \| 24 de setembre de 1981 \| Chocolade Jacques-Wincor Nixdorf (2004) \| \| \| Yohan Cauquil \| 4 de març de 1985 \| \| \| \| Thierry De Groote \| 9 de maig de 1975 \| Palmans-Collstrop (2003) \| \| \| David Derepas \| 9 de març de 1978 \| Fdjeux.com (2004) \| \| \| Jurgen François \| 26 de març de 1985 \| \| \| \| Hamish Haynes \| 5 de març de 1974 \| Cinelli-Down Under (2005) \| \| \| Johnny Hoogerland \| 13 de maig de 1983 \| \| \| \| Vytautas Kaupas \| 1 de abril de 1982 \| \| \| \| Robby Meul \| 4 de setembre de 1981 \| \| \| \| Dmitri Muraviov \| 2 de novembre de 1979 \| Crédit Agricole (2005) \| \| \| Sven Nevens \| 25 de octubre de 1983 \| Vlaanderen-T-Interim (2004) \| \| \| Francesco Planckaert \| 12 de març de 1982 \| Mr Bookmaker.com-SportsTech (2005) \| \| \| Peter Ronsse \| 9 de febrer de 1980 \| \| \| \| Bert Scheirlinckx \| 1 de novembre de 1974 \| Flanders (2005) \| \| \| Evgeniy Sladkov \| 15 de desembre de 1983 \| \| \| \| Jan Soetens \| 7 de gener de 1984 \| \| \| \| Steven Thys \| 19 de juliol de 1978 \| \| \| \| Janek Tombak (1 de juny–31 de des) \| 22 de juliol de 1976 \| Cofidis-Le Crédit par Téléphone (2005) \| \| \| Kevin Van der Slagmolen \| 11 de maig de 1980 \| \| \| \| Jarno Van Mingeroet \| 23 de setembre de 1977 \| Profel (2005) \| \| \| \| \| \| \| \| Font: Cycling Archives \| \| \| \| |                        |                                         |  |
| Llista de l'equip 2006 |                        |                                         |  |
| Ciclista | Data de naixement      | Equip previ                             |  |
| Igor Abakoumov | 30 de maig de 1981     |                                         |  |
| Michael Blanchy | 24 de setembre de 1981 | Chocolade Jacques-Wincor Nixdorf (2004) |  |
| Yohan Cauquil | 4 de març de 1985      |                                         |  |
| Thierry De Groote | 9 de maig de 1975      | Palmans-Collstrop (2003)                |  |
| David Derepas | 9 de març de 1978      | Fdjeux.com (2004)                       |  |
| Jurgen François | 26 de març de 1985     |                                         |  |
| Hamish Haynes | 5 de març de 1974      | Cinelli-Down Under (2005)               |  |
| Johnny Hoogerland | 13 de maig de 1983     |                                         |  |
| Vytautas Kaupas | 1 de abril de 1982     |                                         |  |
| Robby Meul | 4 de setembre de 1981  |                                         |  |
| Dmitri Muraviov | 2 de novembre de 1979  | Crédit Agricole (2005)                  |  |
| Sven Nevens | 25 de octubre de 1983  | Vlaanderen-T-Interim (2004)             |  |
| Francesco Planckaert | 12 de març de 1982     | Mr Bookmaker.com-SportsTech (2005)      |  |
| Peter Ronsse | 9 de febrer de 1980    |                                         |  |
| Bert Scheirlinckx | 1 de novembre de 1974  | Flanders (2005)                         |  |
| Evgeniy Sladkov | 15 de desembre de 1983 |                                         |  |
| Jan Soetens | 7 de gener de 1984     |                                         |  |
| Steven Thys | 19 de juliol de 1978   |                                         |  |
| Janek Tombak (1 de juny–31 de des) | 22 de juliol de 1976   | Cofidis-Le Crédit par Téléphone (2005)  |  |
| Kevin Van der Slagmolen | 11 de maig de 1980     |                                         |  |
| Jarno Van Mingeroet | 23 de setembre de 1977 | Profel (2005)                           |  |
| |                        |                                         |  |
| Font: Cycling Archives |                        |                                         |  |

| \| Llista de l'equip 2007 \| Llista de l'equip 2007 \| Llista de l'equip 2007 \| Llista de l'equip 2007 \| \| Ciclista \| Data de naixement \| Equip previ \| \| \| ---------------------------------------------- \| ---------------------- \| ------------------------------ \| ---------------------- \| \| Edwig Cammaerts (1 de ago–31 de des, aprenent) \| 17 de juliol de 1987 \| \| \| \| Yohan Cauquil \| 4 de març de 1985 \| \| \| \| Geoffrey Coupé (1 de juny–31 de des, aprenent) \| 26 de gener de 1981 \| Flanders (2006) \| \| \| Mathieu Criquielion \| 27 de abril de 1981 \| Landbouwkrediet-Colnago (2006) \| \| \| Bram Deprez \| 6 de juny de 1986 \| \| \| \| Mathieu Drouilly \| 31 de gener de 1986 \| \| \| \| Denis Flahaut \| 28 de novembre de 1978 \| Flanders (2006) \| \| \| Jurgen François \| 26 de març de 1985 \| \| \| \| Grégory Habeaux \| 20 de octubre de 1982 \| Landbouwkrediet-Colnago (2006) \| \| \| Mario Ickx \| 14 de febrer de 1984 \| \| \| \| Vytautas Kaupas \| 1 de abril de 1982 \| \| \| \| Eddy Lembo \| 10 de novembre de 1980 \| Palmans-Collstrop (2003) \| \| \| Jo Maes \| 30 de març de 1985 \| \| \| \| Sven Nevens \| 25 de octubre de 1983 \| Vlaanderen-T-Interim (2004) \| \| \| Geert Omloop \| 12 de febrer de 1974 \| Unibet.com (2006) \| \| \| Jan Soetens \| 7 de gener de 1984 \| \| \| \| Mindaugas Striška \| 7 de maig de 1984 \| \| \| \| Janek Tombak \| 22 de juliol de 1976 \| Kalev Chocolate (2006) \| \| \| Kenny Van Braeckel \| 12 de novembre de 1983 \| \| \| \| Jarno Van Mingeroet \| 23 de setembre de 1977 \| Profel (2005) \| \| \| Jukka Vastaranta \| 29 de març de 1984 \| Rabobank (2006) \| \| \| \| \| \| \| \| Font: Cycling Archives \| \| \| \| |                        |                                |  |
| Llista de l'equip 2007 |                        |                                |  |
| Ciclista | Data de naixement      | Equip previ                    |  |
| Edwig Cammaerts (1 de ago–31 de des, aprenent) | 17 de juliol de 1987   |                                |  |
| Yohan Cauquil | 4 de març de 1985      |                                |  |
| Geoffrey Coupé (1 de juny–31 de des, aprenent) | 26 de gener de 1981    | Flanders (2006)                |  |
| Mathieu Criquielion | 27 de abril de 1981    | Landbouwkrediet-Colnago (2006) |  |
| Bram Deprez | 6 de juny de 1986      |                                |  |
| Mathieu Drouilly | 31 de gener de 1986    |                                |  |
| Denis Flahaut | 28 de novembre de 1978 | Flanders (2006)                |  |
| Jurgen François | 26 de març de 1985     |                                |  |
| Grégory Habeaux | 20 de octubre de 1982  | Landbouwkrediet-Colnago (2006) |  |
| Mario Ickx | 14 de febrer de 1984   |                                |  |
| Vytautas Kaupas | 1 de abril de 1982     |                                |  |
| Eddy Lembo | 10 de novembre de 1980 | Palmans-Collstrop (2003)       |  |
| Jo Maes | 30 de març de 1985     |                                |  |
| Sven Nevens | 25 de octubre de 1983  | Vlaanderen-T-Interim (2004)    |  |
| Geert Omloop | 12 de febrer de 1974   | Unibet.com (2006)              |  |
| Jan Soetens | 7 de gener de 1984     |                                |  |
| Mindaugas Striška | 7 de maig de 1984      |                                |  |
| Janek Tombak | 22 de juliol de 1976   | Kalev Chocolate (2006)         |  |
| Kenny Van Braeckel | 12 de novembre de 1983 |                                |  |
| Jarno Van Mingeroet | 23 de setembre de 1977 | Profel (2005)                  |  |
| Jukka Vastaranta | 29 de març de 1984     | Rabobank (2006)                |  |
| |                        |                                |  |
| Font: Cycling Archives |                        |                                |  |

| \| Llista de l'equip 2008 \| Llista de l'equip 2008 \| Llista de l'equip 2008 \| Llista de l'equip 2008 \| \| Ciclista \| Data de naixement \| Equip previ \| \| \| --------------------------------------- \| ---------------------- \| ----------------------------------- \| ---------------------- \| \| Igor Abakoumov \| 30 de maig de 1981 \| Astana (2007) \| \| \| Jan Boyen \| 20 de abril de 1970 \| \| \| \| Yohan Cauquil \| 4 de març de 1985 \| \| \| \| Geoffrey Coupé \| 26 de gener de 1981 \| Flanders (2006) \| \| \| Mathieu Criquielion \| 27 de abril de 1981 \| Landbouwkrediet-Colnago (2006) \| \| \| Allan Davis (1 de març–31 de ago, Nota) \| 27 de juliol de 1980 \| Discovery Channel (2007) \| \| \| Hans Dekkers \| 8 de agost de 1981 \| Agritubel (2007) \| \| \| Frank Dressler-Lehnhof \| 30 de setembre de 1976 \| \| \| \| Mathieu Drouilly \| 31 de gener de 1986 \| \| \| \| Vytautas Kaupas \| 1 de abril de 1982 \| \| \| \| Kalle Kriit \| 13 de novembre de 1983 \| Charvieu-Chavagneux IC (2003) \| \| \| Guennadi Mikhàilov \| 8 de febrer de 1974 \| Astana (2007) \| \| \| Jens Mouris \| 12 de març de 1980 \| DFL-Cyclingnews-Litespeed (2007) \| \| \| Sven Nevens \| 25 de octubre de 1983 \| Vlaanderen-T-Interim (2004) \| \| \| Geert Omloop \| 12 de febrer de 1974 \| Unibet.com (2006) \| \| \| Martial Ricci-Poggi \| 25 de setembre de 1980 \| \| \| \| Mindaugas Striška \| 7 de maig de 1984 \| \| \| \| Janek Tombak \| 22 de juliol de 1976 \| Kalev Chocolate (2006) \| \| \| Stefan van Dijk \| 22 de gener de 1976 \| Wiesenhof-Felt (2007) \| \| \| Jarno Van Mingeroet \| 23 de setembre de 1977 \| Profel (2005) \| \| \| Frank Vandenbroucke \| 6 de novembre de 1974 \| Unibet.com (2006) \| \| \| James Vanlandschoot \| 26 de agost de 1978 \| Landbouwkrediet-Tönissteiner (2007) \| \| \| Maxime Vantomme \| 8 de març de 1986 \| Quick Step-Beveren 2000 (2007) \| \| \| Geert Verheyen \| 10 de març de 1973 \| Quick Step-Innergetic (2007) \| \| \| \| \| \| \| \| Font: Cycling Archives \| \| \| \|Nota: Allan Davis, canvi d'equip |                        |                                     |  |
| Llista de l'equip 2008 |                        |                                     |  |
| Ciclista | Data de naixement      | Equip previ                         |  |
| Igor Abakoumov | 30 de maig de 1981     | Astana (2007)                       |  |
| Jan Boyen | 20 de abril de 1970    |                                     |  |
| Yohan Cauquil | 4 de març de 1985      |                                     |  |
| Geoffrey Coupé | 26 de gener de 1981    | Flanders (2006)                     |  |
| Mathieu Criquielion | 27 de abril de 1981    | Landbouwkrediet-Colnago (2006)      |  |
| Allan Davis (1 de març–31 de ago, Nota) | 27 de juliol de 1980   | Discovery Channel (2007)            |  |
| Hans Dekkers | 8 de agost de 1981     | Agritubel (2007)                    |  |
| Frank Dressler-Lehnhof | 30 de setembre de 1976 |                                     |  |
| Mathieu Drouilly | 31 de gener de 1986    |                                     |  |
| Vytautas Kaupas | 1 de abril de 1982     |                                     |  |
| Kalle Kriit | 13 de novembre de 1983 | Charvieu-Chavagneux IC (2003)       |  |
| Guennadi Mikhàilov | 8 de febrer de 1974    | Astana (2007)                       |  |
| Jens Mouris | 12 de març de 1980     | DFL-Cyclingnews-Litespeed (2007)    |  |
| Sven Nevens | 25 de octubre de 1983  | Vlaanderen-T-Interim (2004)         |  |
| Geert Omloop | 12 de febrer de 1974   | Unibet.com (2006)                   |  |
| Martial Ricci-Poggi | 25 de setembre de 1980 |                                     |  |
| Mindaugas Striška | 7 de maig de 1984      |                                     |  |
| Janek Tombak | 22 de juliol de 1976   | Kalev Chocolate (2006)              |  |
| Stefan van Dijk | 22 de gener de 1976    | Wiesenhof-Felt (2007)               |  |
| Jarno Van Mingeroet | 23 de setembre de 1977 | Profel (2005)                       |  |
| Frank Vandenbroucke | 6 de novembre de 1974  | Unibet.com (2006)                   |  |
| James Vanlandschoot | 26 de agost de 1978    | Landbouwkrediet-Tönissteiner (2007) |  |
| Maxime Vantomme | 8 de març de 1986      | Quick Step-Beveren 2000 (2007)      |  |
| Geert Verheyen | 10 de març de 1973     | Quick Step-Innergetic (2007)        |  |
| |                        |                                     |  |
| Font: Cycling Archives |                        |                                     |  |

## Classificacions UCI
Fins al 1998 els equips ciclistes es trobaven classificats dins l'UCI en una única categoria. El 1999 la classificació UCI per equips es dividí entre GSI, GSII i GSIII. D'acord amb aquesta classificació els Grups Esportius I són la primera categoria dels equips ciclistes professionals. La següent classificació estableix la posició de l'equip en finalitzar la temporada.
| Temporada | Classificació per equips | Millor ciclista en la classificació individual |
| --------- | ------------------------ | ---------------------------------------------- |
| 2004      | 34è (GSIII)              | Morten Hegreberg (774è)                        |

A partir del 2005, l'equip participa en els Circuits continentals de ciclisme.
UCI Àfrica Tour
| Temporada | Classificació per equips | Millor ciclista en la classificació individual |
| --------- | ------------------------ | ---------------------------------------------- |
| 2006      | 5è                       | Michael Blanchy (45è)                          |
| 2007      | 13è                      | Geoffroy Coupe (84è)                           |
| 2008      | 13è                      | James Vanlandschoot (74è)                      |

UCI Àsia Tour
| Temporada | Classificació per equips | Millor ciclista en la classificació individual |
| --------- | ------------------------ | ---------------------------------------------- |
| 2006      | 28è                      | Evgeniy Sladkov (97è)                          |

UCI Europa Tour
| Temporada | Classificació per equips | Millor ciclista en la classificació individual |
| --------- | ------------------------ | ---------------------------------------------- |
| 2005      | 19è                      | Leonardo Duque (41è)                           |
| 2006      | 28è                      | Bert Scheirlinckx (121è)                       |
| 2007      | 15è                      | Janek Tombak (9è)                              |
| 2008      | 6è                       | Stefan van Dijk (6è)                           |